# Молочай Миля
Молочай Миля, также Молоча́й Ми́лиуса, Молоча́й прекра́сный (лат. Euphorbia milii) — кустарник, многолетнее растение, суккулент семейства Молочайные (Euphorbiaceae).
Название дано по имени барона Пьера Бернара Милиуса, губернатора острова Реюньон, завёзшего этот вид во Францию в 1821 г.
Существует предположение, что этот вид был интродуцирован на Ближний Восток в стародавние времена и служил терновым венцом Иисусу.
Среди некоторых любителей комнатного цветоводства это растение иногда встречается под названием «терновый венец», возможно из-за обилия колючек на его ветвях. Ещё одно название — молочай блестящий (Euphorbia splendens).

## Распространение
Эндемик Мадагаскара.

## Морфология
Куст обильно разветвлён, растёт до 1,8 м высотой. Стебель сероватый, слегка ребристый. На верхушках побегов рождаются эллиптические нежно-зелёные листья, 3,5 см длиной и 1,5 см шириной, каждый из них снабжён двумя прилистниками, преобразованными в острые колючки. Листовые пластинки с возрастом опадают, а крепкие колючки навсегда остаются, поэтому листьями покрыты только верхушки стеблей.

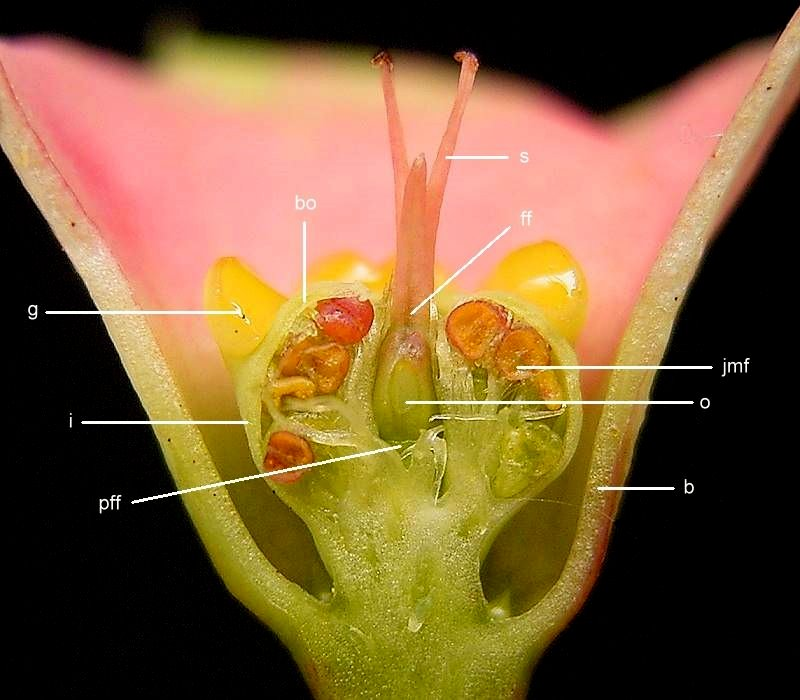
Строение циатия Молочая Миля: b — прицветник, i — обертка, g —нектарник, ag — семенной придаток, bo — прицветник, mf — мужской цветок, jmf — ювенильный мужской цветок, a — пыльник, pmf — цветоножка мужского цветка, ff — женский цветок, o — завязь, s — рыльце пестика, pff —цветоножка женского цветка

Прицветные листья имеют самую яркую окраску из всех молочаев (алую, оранжевую или жёлтую), округлые, шириной до 12 мм. Соцветия состоят из 2-4 групп цветков, каждая из которых окружена прицветными листьями. Соцветия — циатии, вынесены наружу из причудливого хитросплетения колючек на длинных зелёных ножках.

## Практическое использование
Труднопроходимые заросли этого растения используют в тропиках для создания живых изгородей и в декоративных целях. Вид и разновидность Euphorbia milii var. splendens, оба получили награду Королевского садоводческого общества «За заслуги перед садом».
Используется для выращивания как комнатное растение. Выведено множество сортов и гибридов.
Само растение оказалось эффективным моллюскоцидом и естественной альтернативой средствам борьбы с вредителями. Всемирная организация здравоохранения рекомендовала использовать Euphorbia milii для борьбы с улитками. Особенно в эндемичных странах. Шистосомоз — инфекционное заболевание, вызываемое пресноводными паразитами, переносчиками которых являются улитки. Экстракты из растения используются для контроля популяции улиток, чтобы избежать заражения паразитами.

## Выращивание
Растение светолюбиво и требует много солнечного света. Полив с весны до осени умеренный, зимой — скудный. В опрыскивании растение не нуждается.
В домашних условиях выращивания семена образуются редко, поэтому молочай Миля размножается черенками.
Молочай Миля не является морозостойким и не переносит температуры ниже 10 °C. В зимний период необходимо обеспечить температуру от 13° С. В регионах с умеренным климатом его необходимо выращивать под стеклом на полном солнце. Летом его можно выносить на улицу в защищенное место, когда отсутствует риск заморозков.
Раз в два года растение пересаживают в субстрат для кактусов с небольшой примесью глины.

## Токсичность
Сок умеренно ядовит и вызывает раздражение при контакте с кожей или глазами. При попадании внутрь вызывает сильную боль в желудке, раздражение горла и рта и рвоту. Ядовитые ингредиенты были идентифицированы как сложные эфиры форбола. Он очень токсичен для домашних животных, таких как лошади, овцы, кошки и собаки. Для человека он слаботоксичен и действует только как раздражитель.

## Разновидности
В пределах вида выделялся целый ряд разновидностей, некоторые из них были описаны как отдельные виды:
- Euphorbia milii var. bevilaniensis  (Croizat) Ursch & Leandri 1955
- Euphorbia milii var. hislopii  (N.E.Br.) Ursch & Leandri 1955 (syn. E. hislopii)
- Euphorbia milii var. imperatae  (Leandri) Ursch & Leandri 1955
- Euphorbia milii var. longifolia  Rauh 1967
- Euphorbia milii var. milii
- Euphorbia milii var. roseana  Marn.-Lap. 1962
- Euphorbia milii var. splendens  (Bojer ex Hook.) Ursch & Leandri 1955
- Euphorbia milii var. tananarivae  (Leandri) Ursch & Leandri 1955
- Euphorbia milii var. tenuispina  Rauh & Razaf. 1991
- Euphorbia milii var. tulearensis  Ursch & Leandri 1955
- Euphorbia milii var. vulcanii  (Leandri) Ursch & Leandri 1955

## Фотогалерея

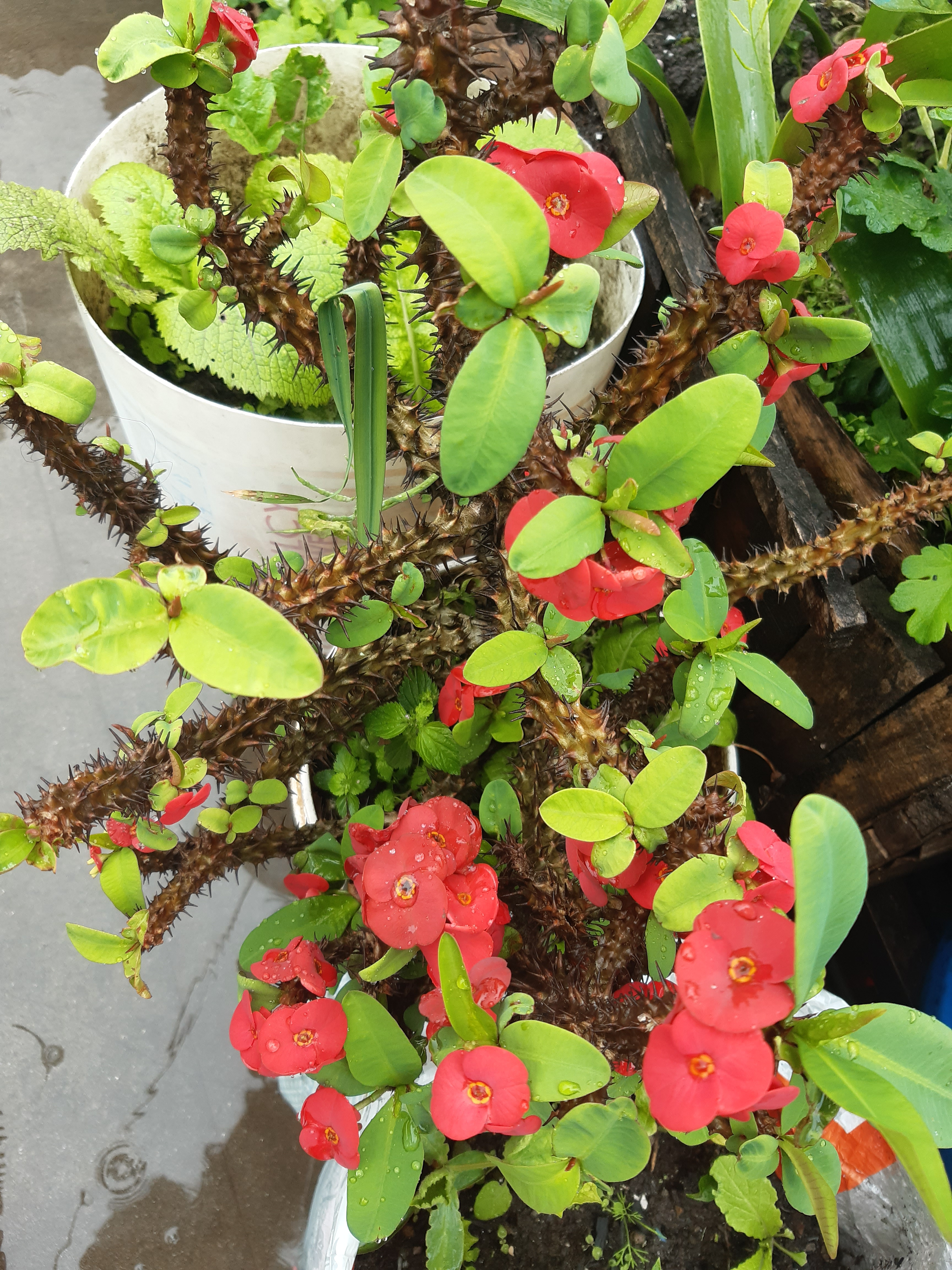
Euphorbia milii, crown of thorns
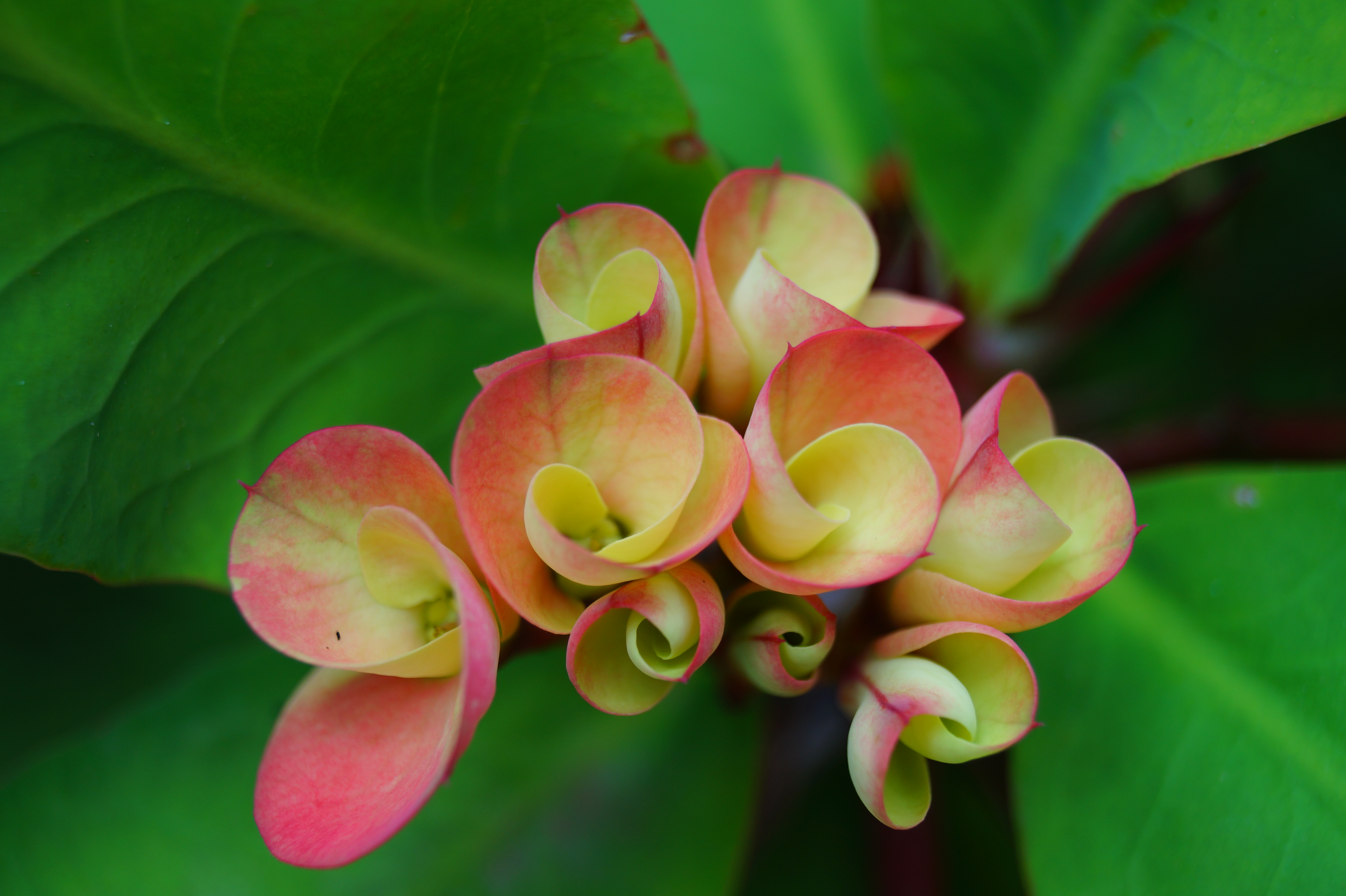
Christ thorn inflorescences (cyathia) opening
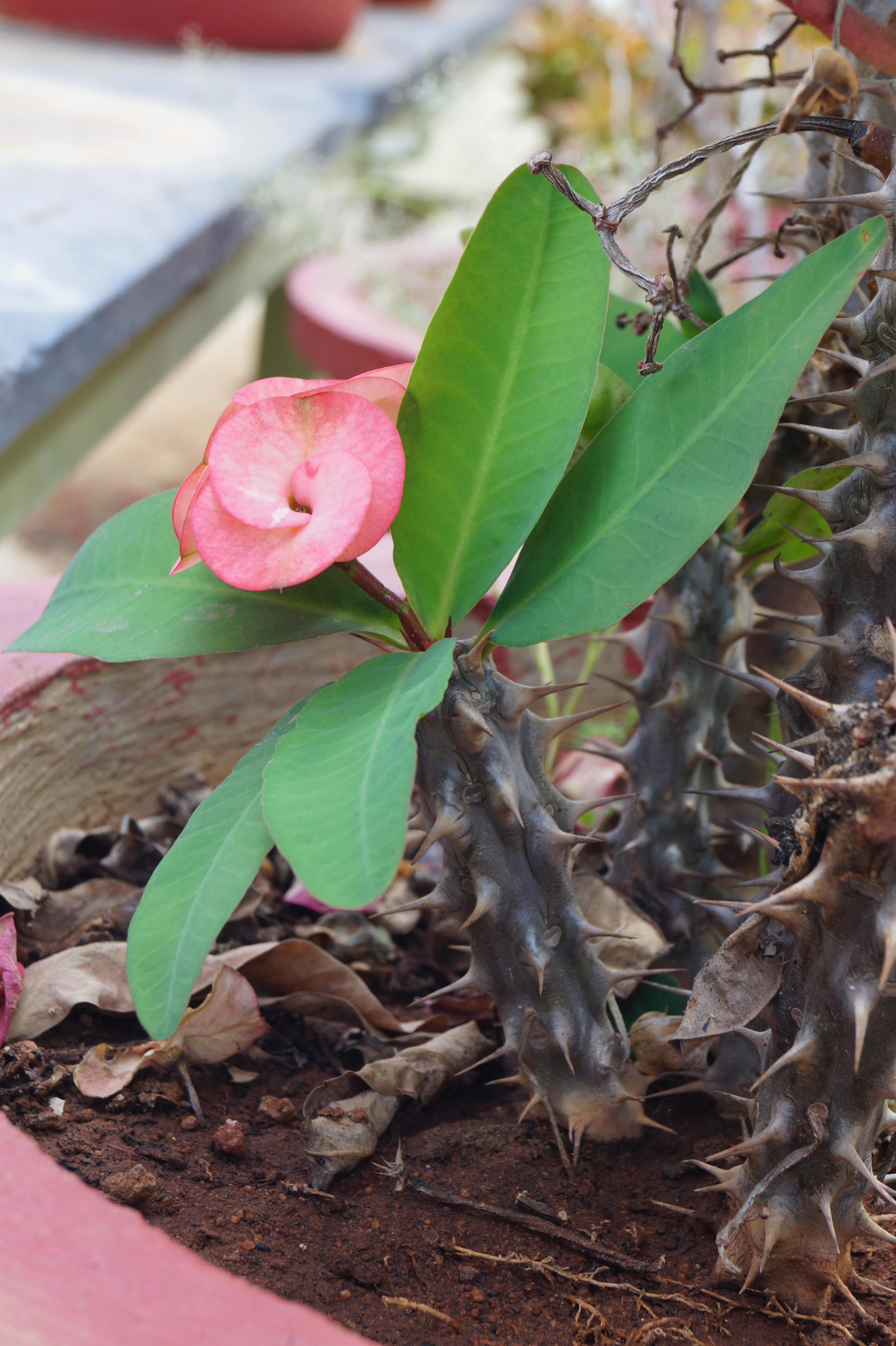
Emerging stem
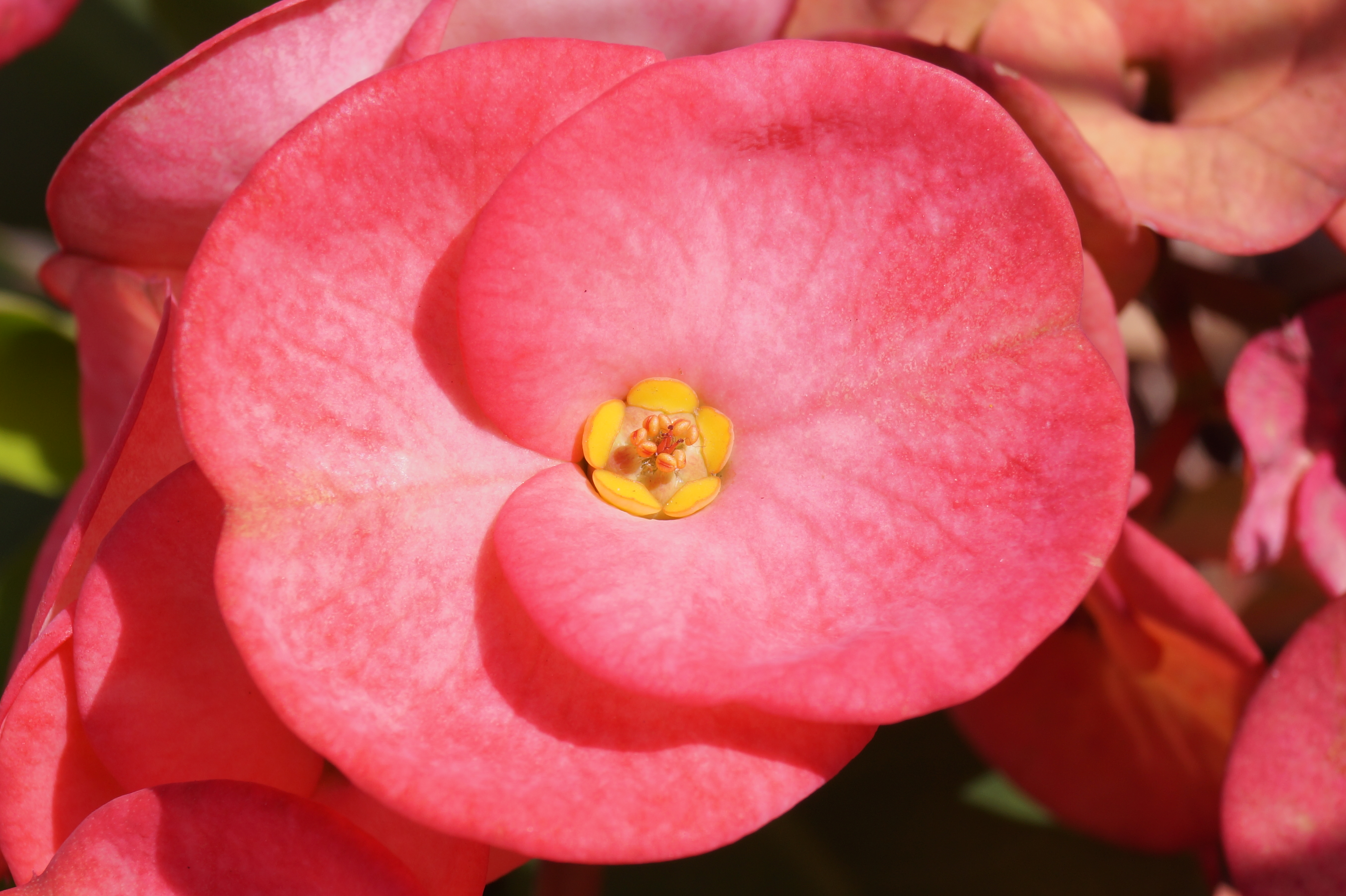
Christ thorn inflorescence (cyathium) close up view
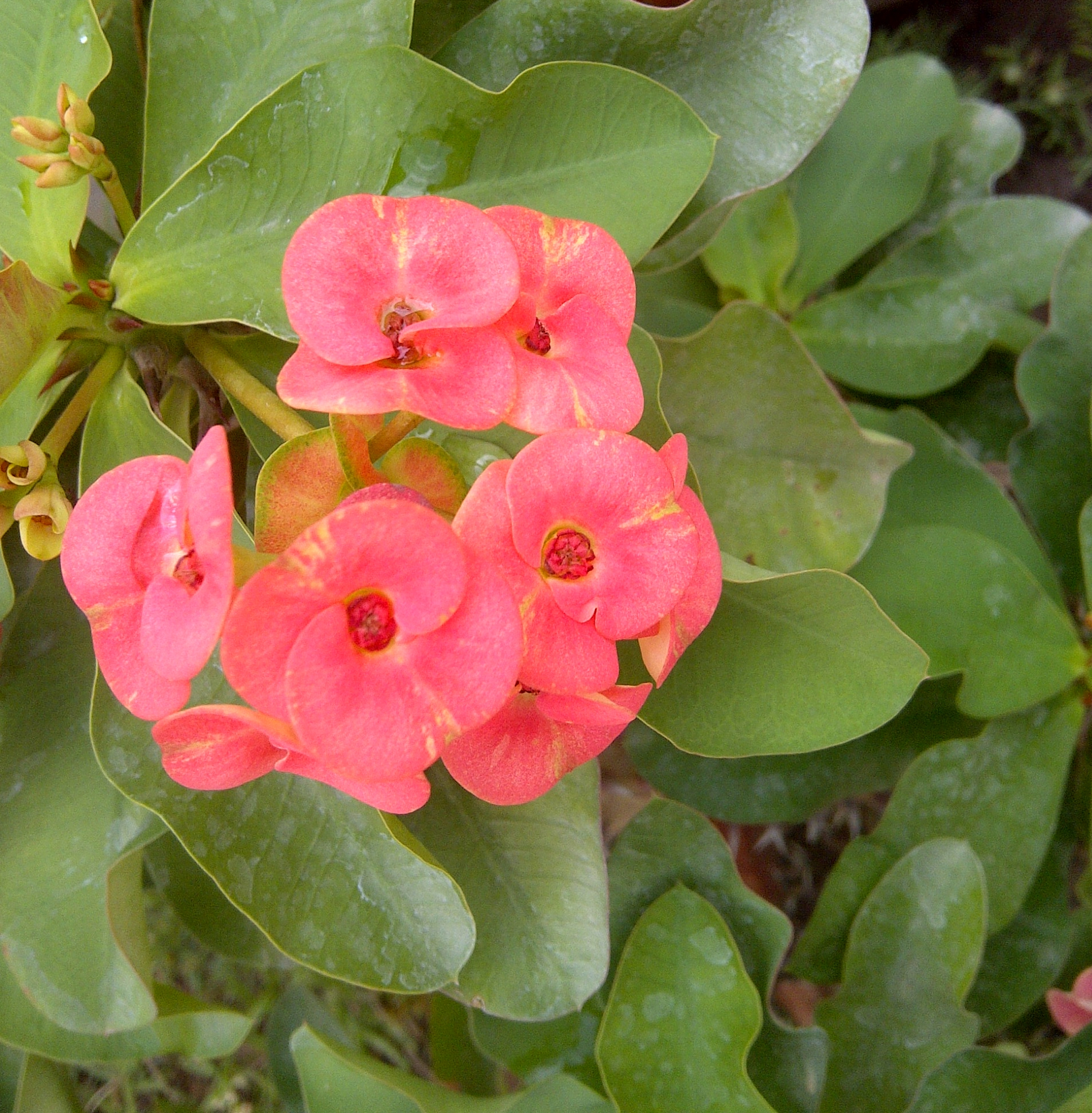
Euphorbia milii var splendens
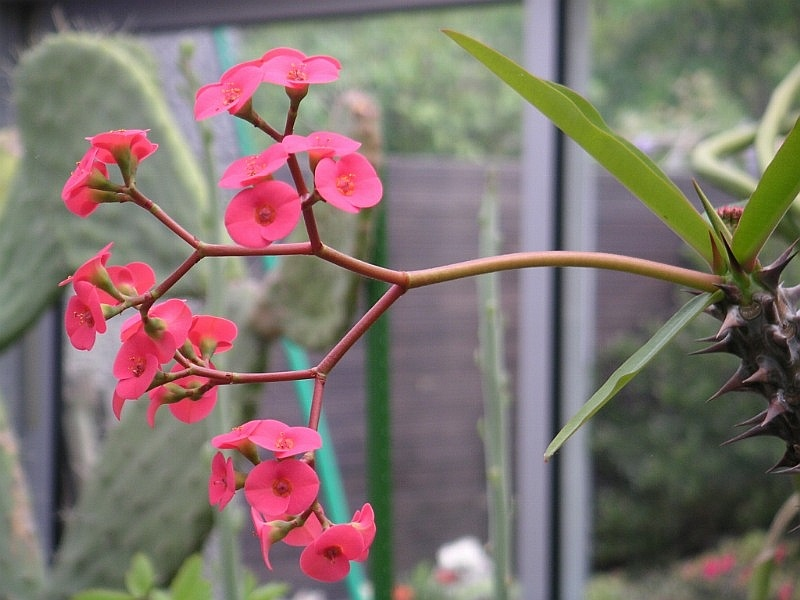
Euphorbia milii
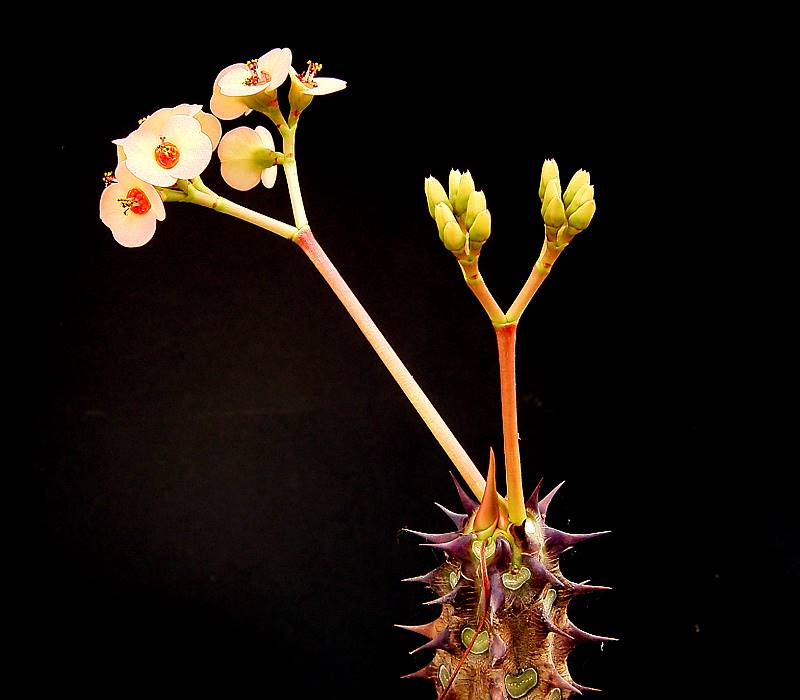
Euphorbia milii var. vulcanii
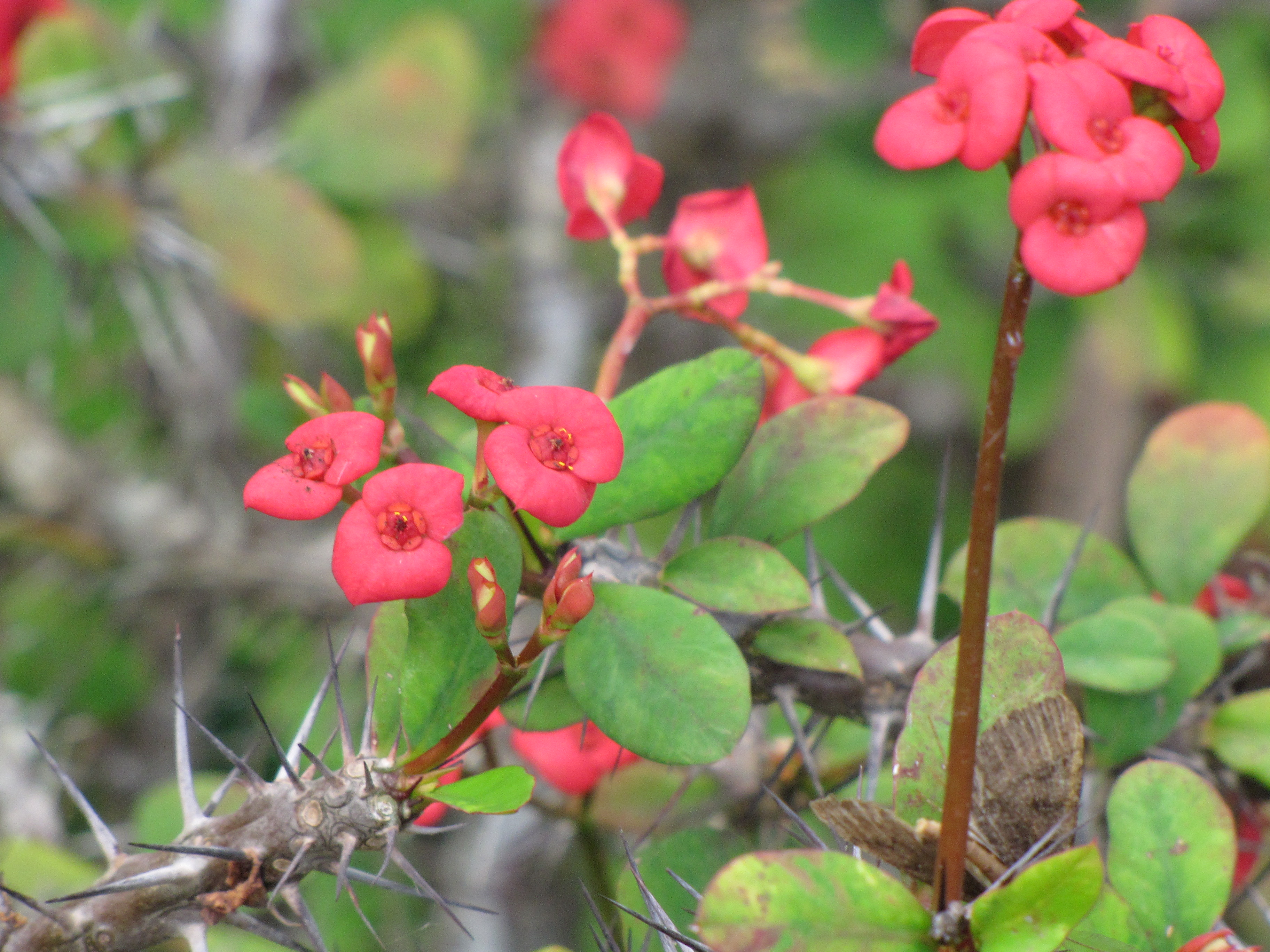
Euphorbia milii var. milii
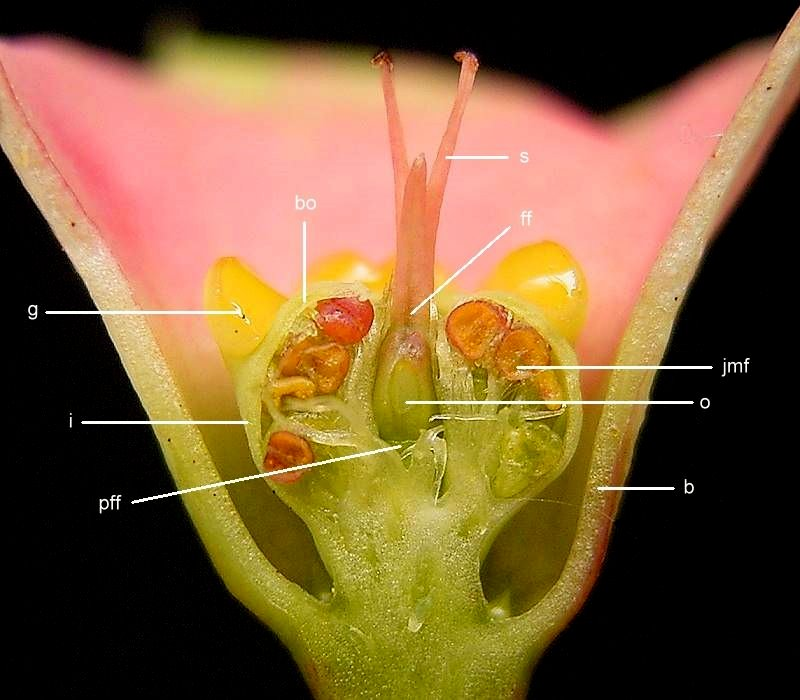
Longitudinal section of the cyathium
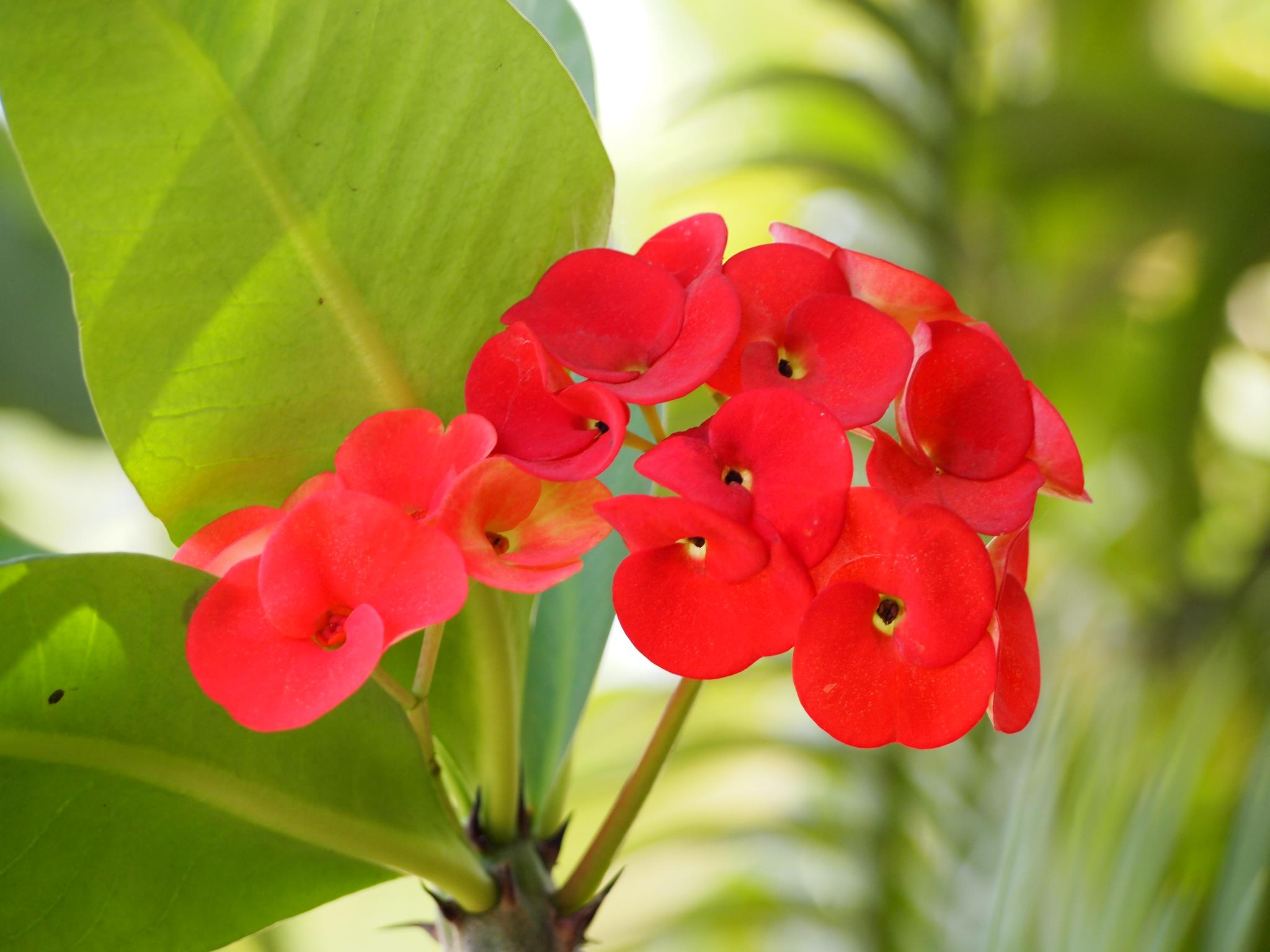
Grown in Malaysia
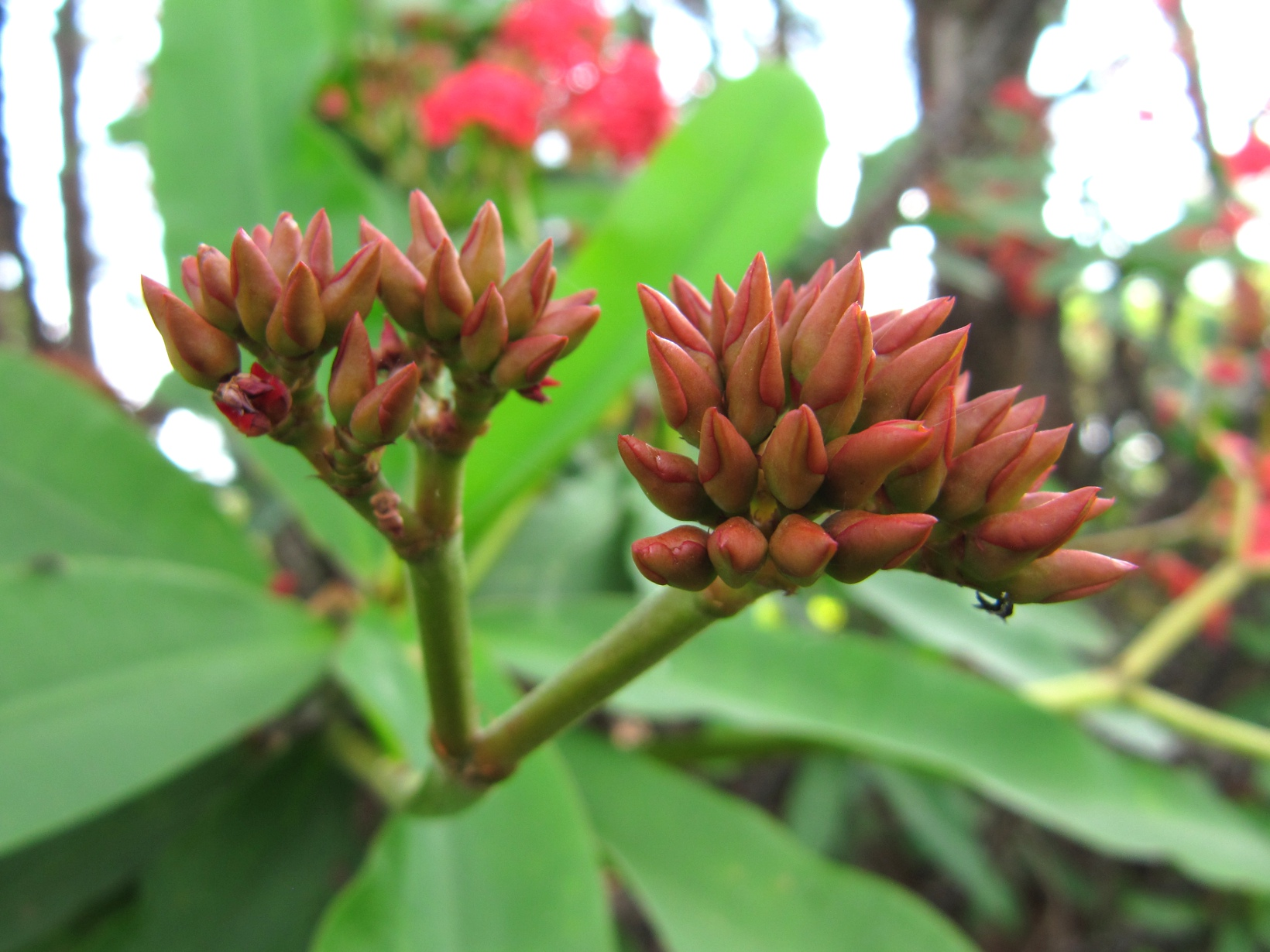
Flower buds of crown-of-thorns (Euphorbia milii).
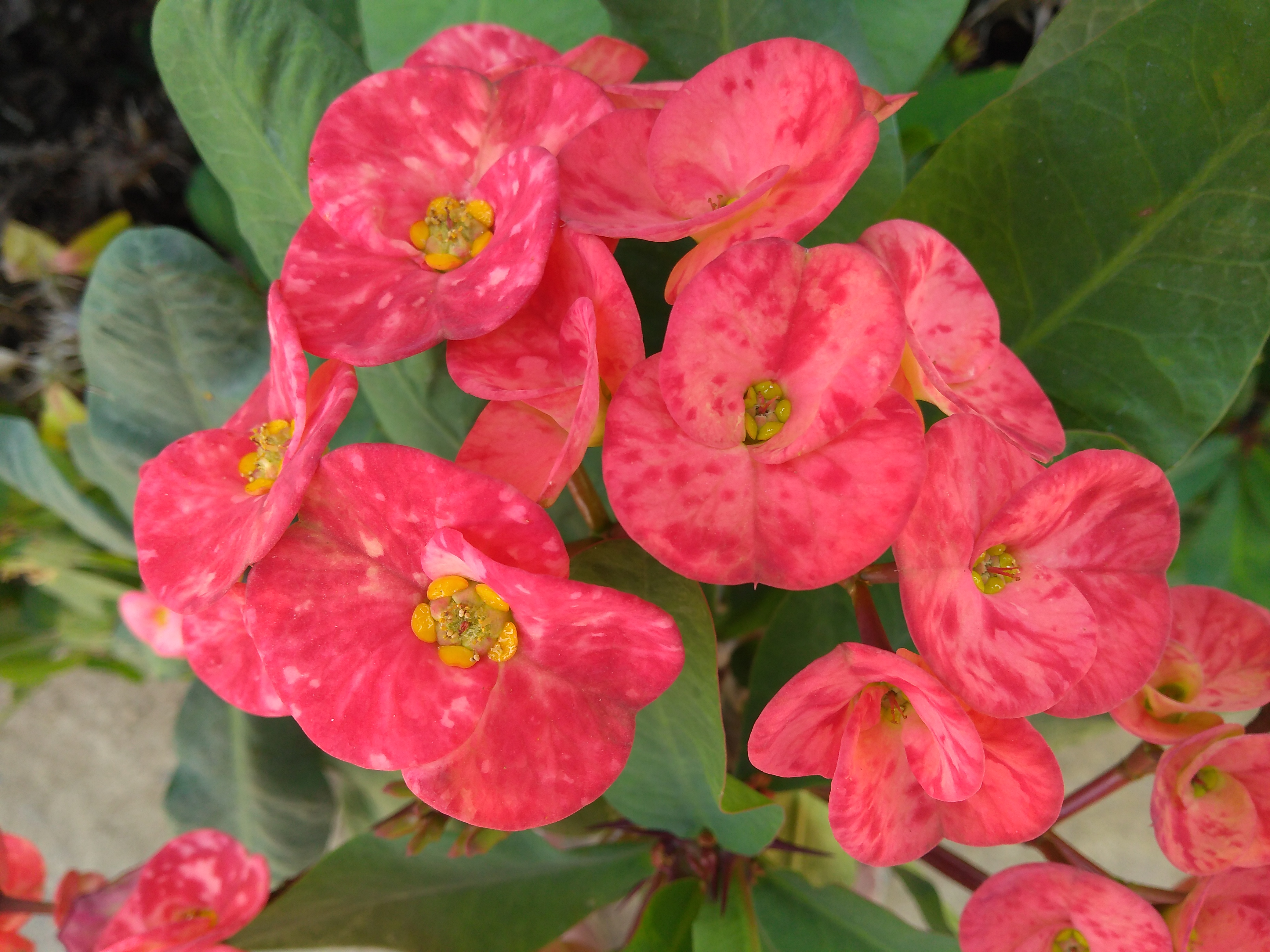
Infected euphorbia inflorescences (cyathia)
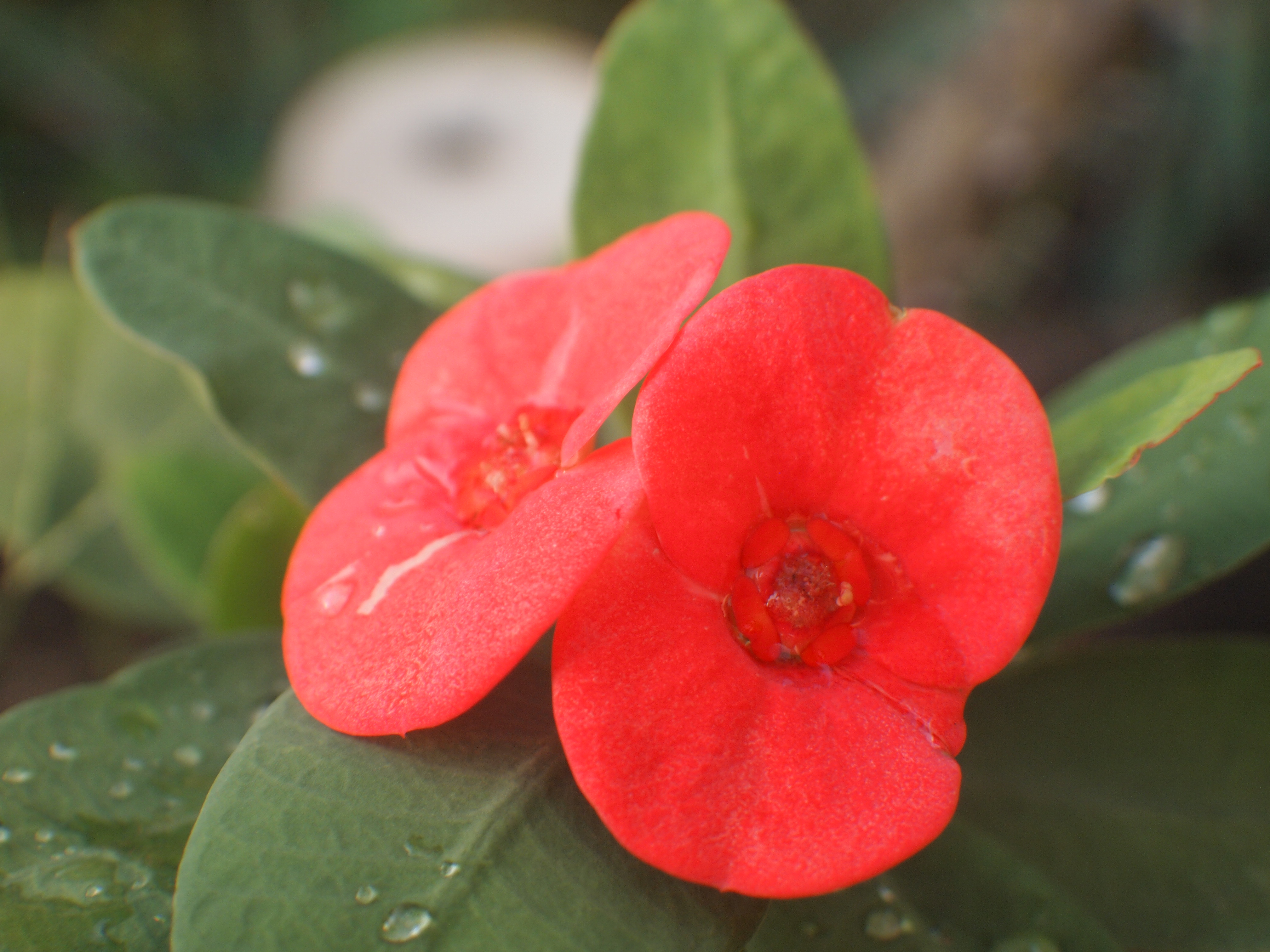
Close-up view of Euphorbia milii
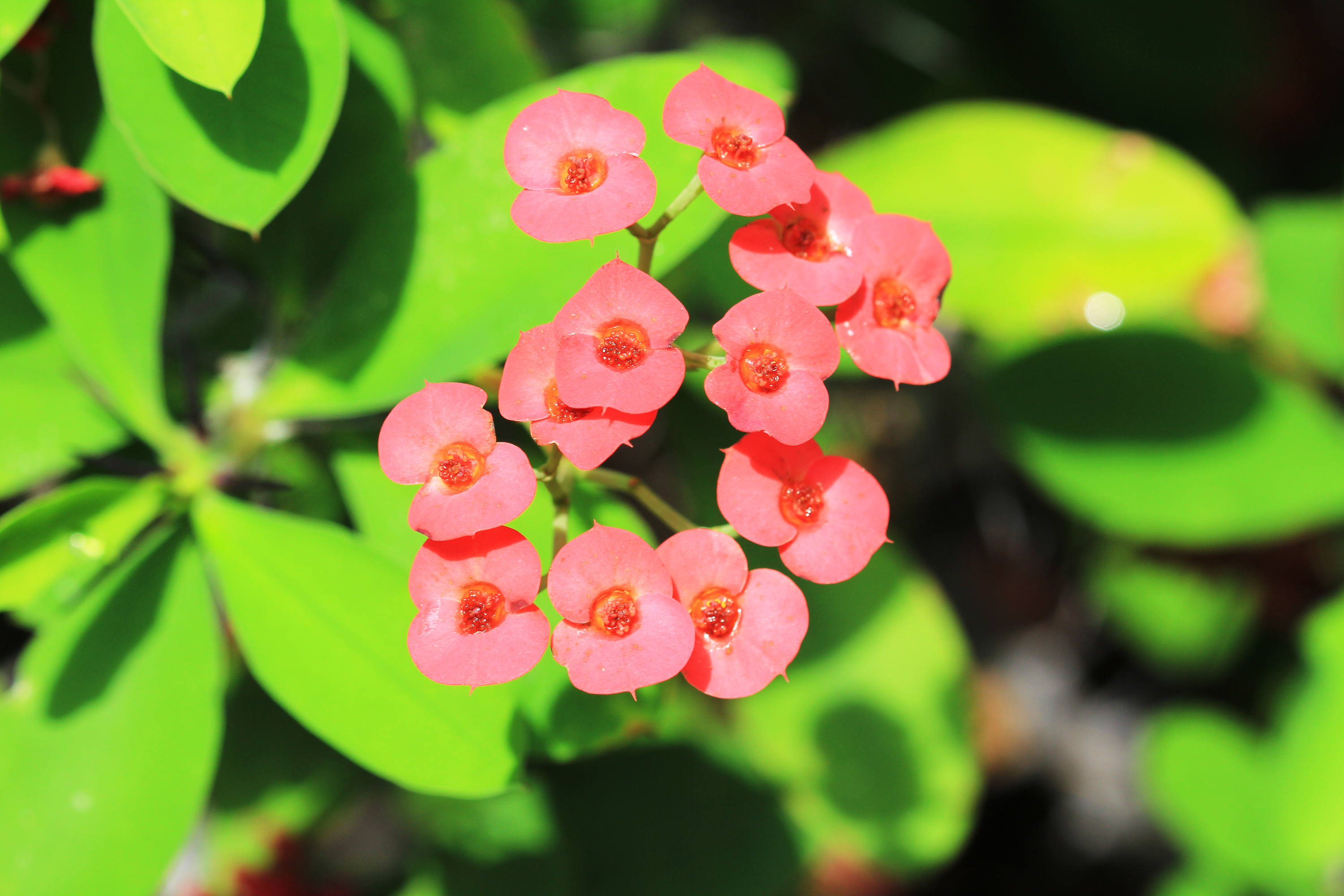
In Prague botanic garden
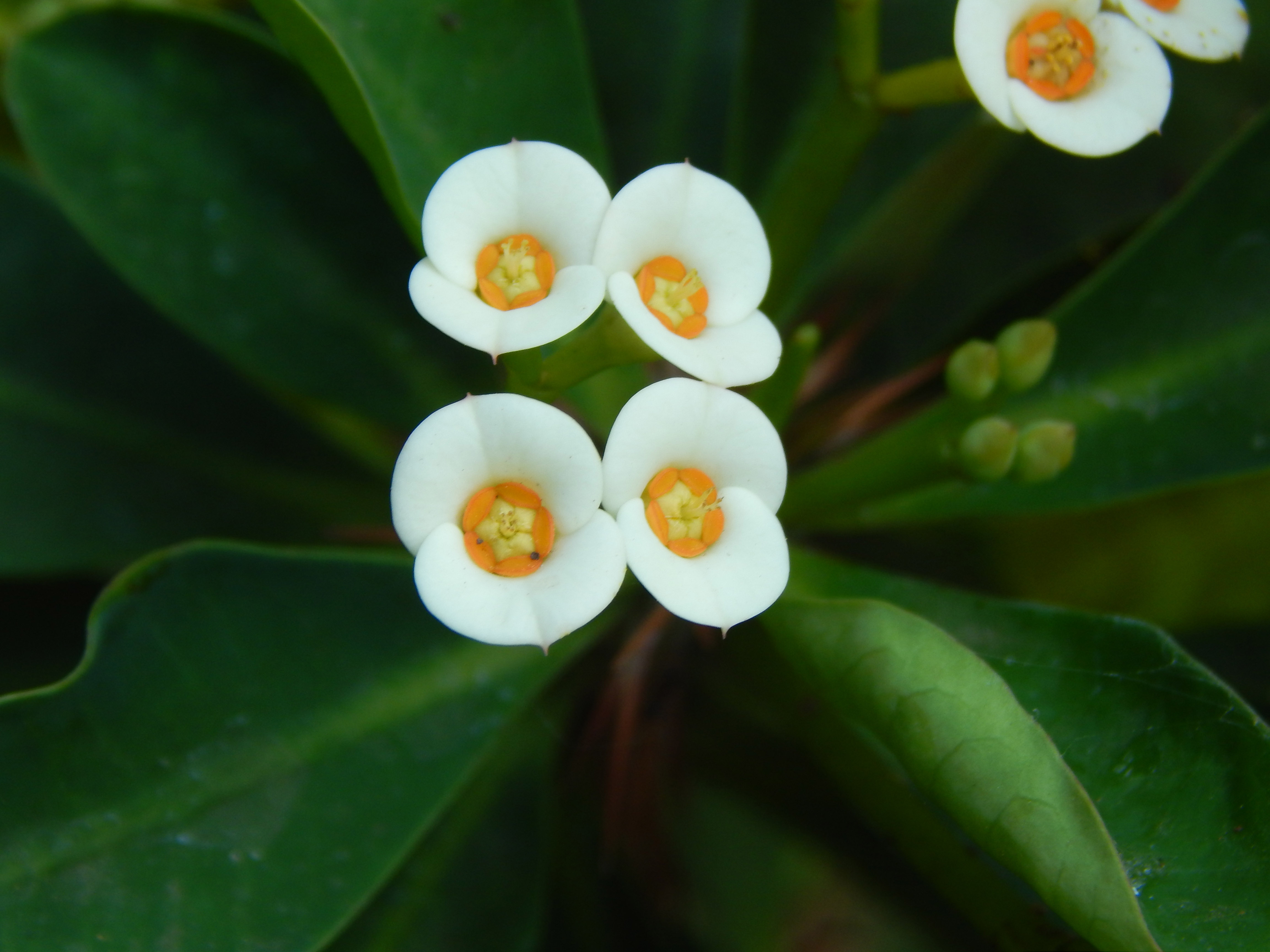
Euphorbia milii from Kerala, India
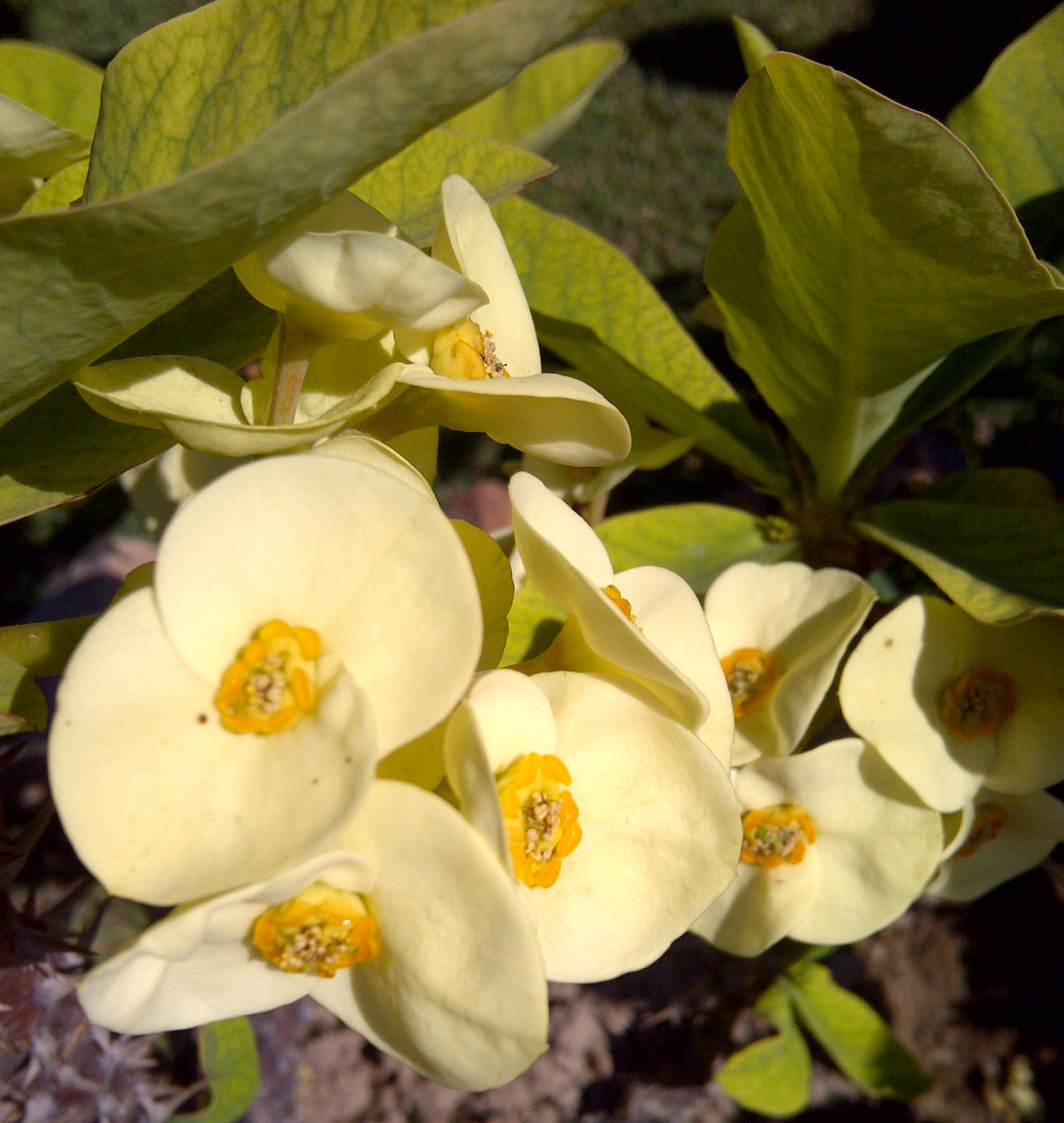
Euphorbia milii in Pakistan
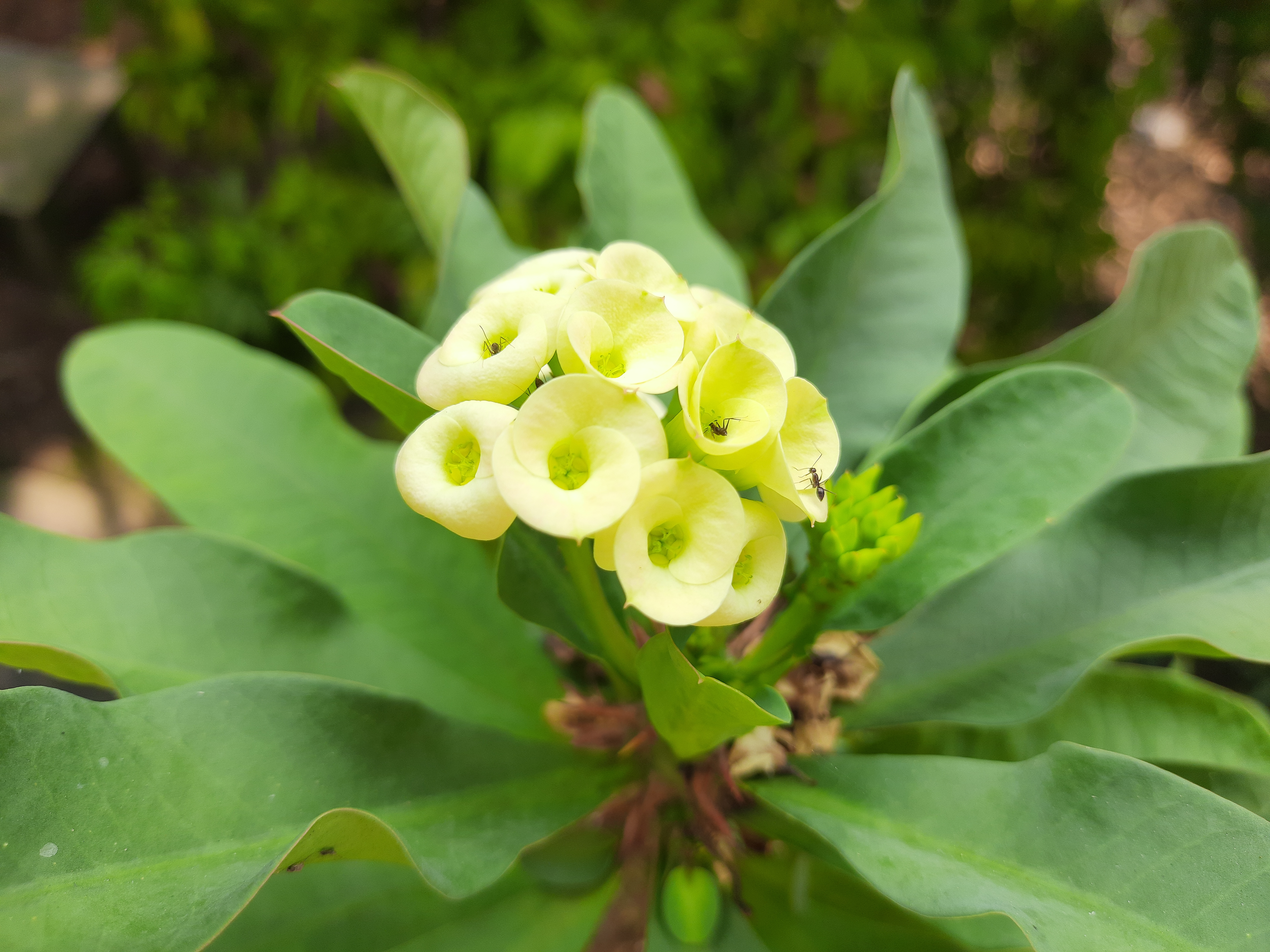
Euphorbia milii in Bangladesh.
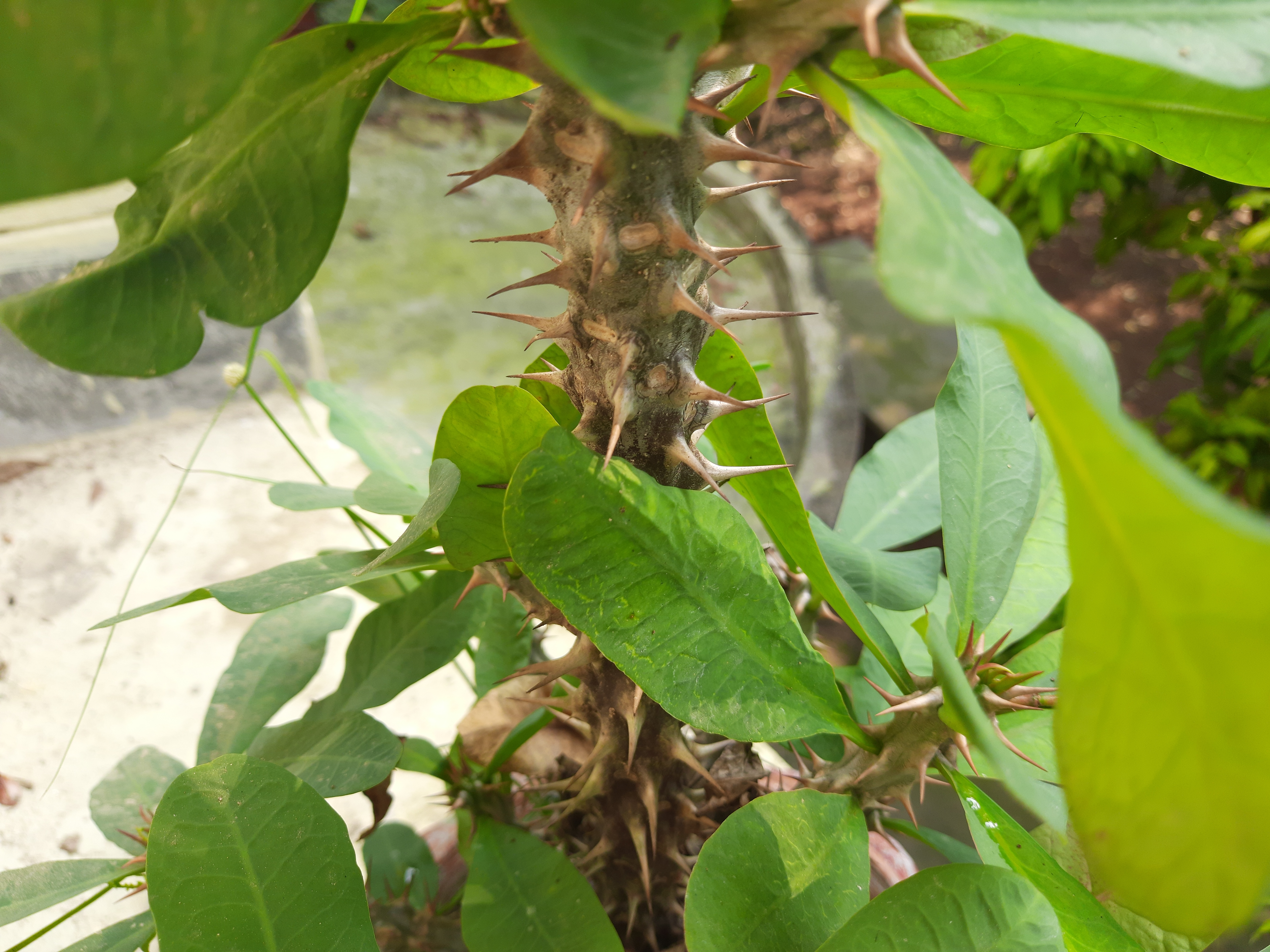
Thorns of Euphorbia milii.
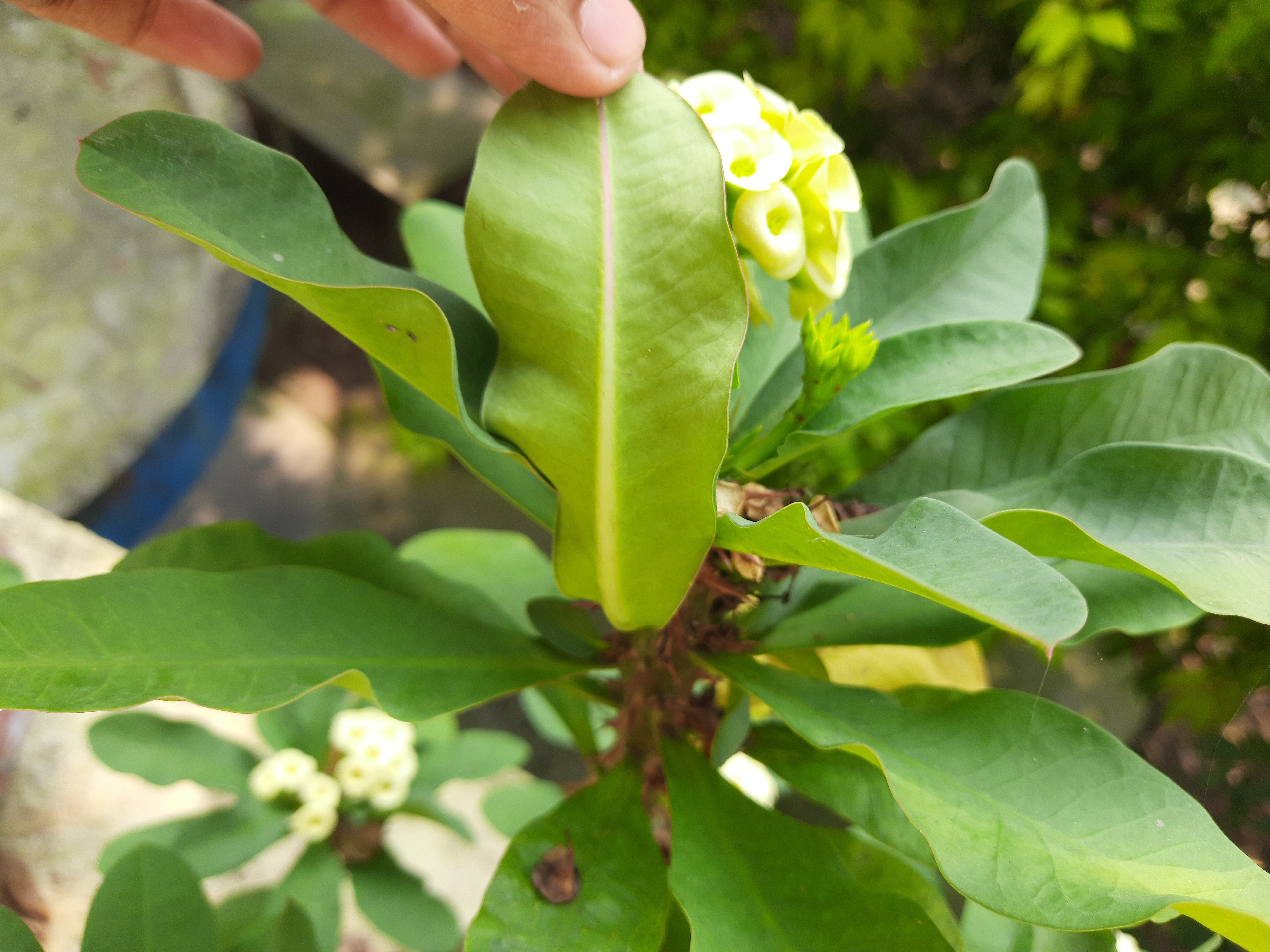
Leaf of Euphorbia milii from the back.
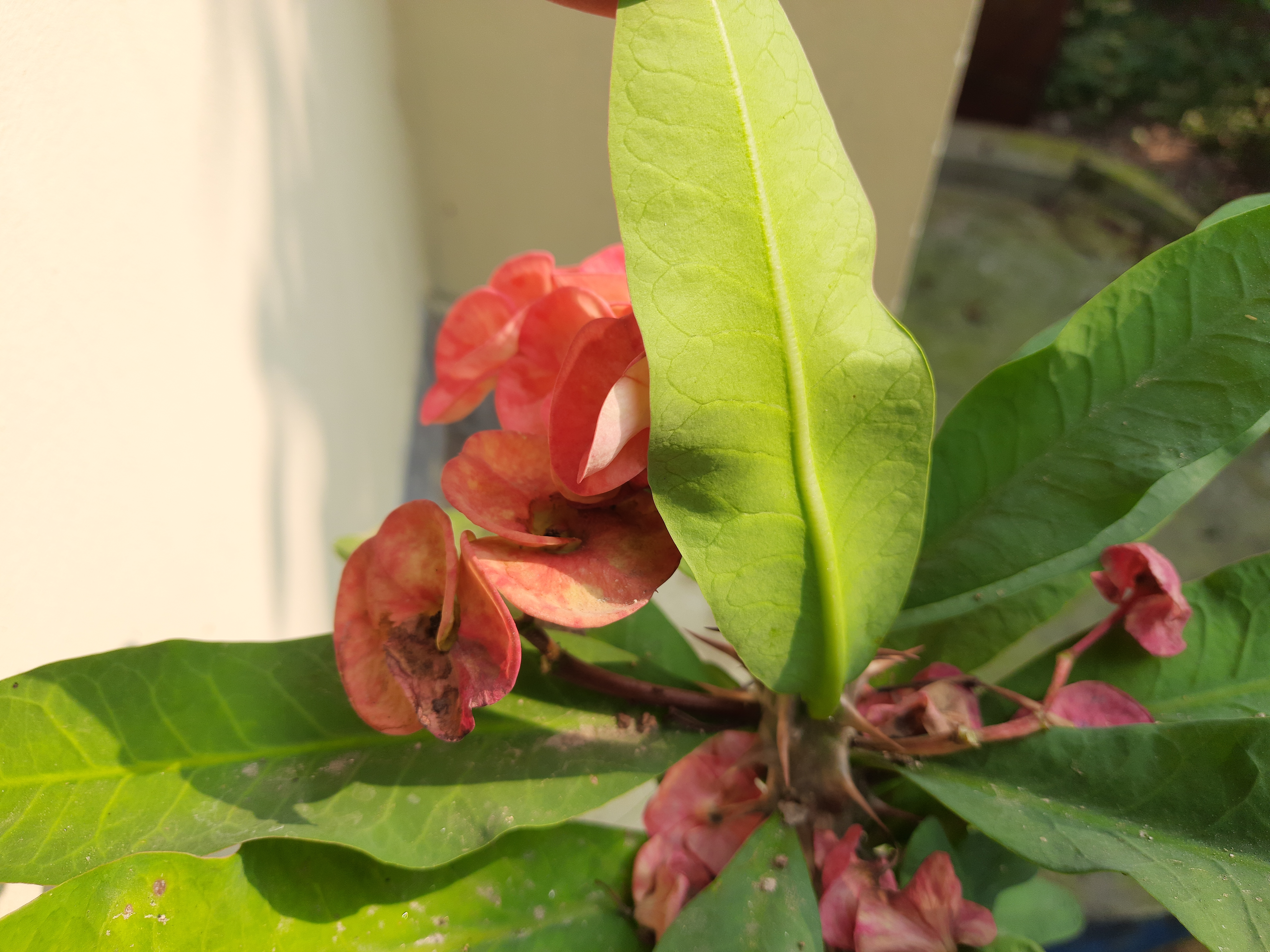
Leaf of Euphorbia milii from the back.